# 1950年臺灣
|        | 臺灣歷史 \| 台灣歷史年表 |
| 世纪： | 19世纪臺灣 \| 20世纪臺灣 \| 21世纪臺灣 |
| 年代： | 1920年代臺灣 \| 1930年代臺灣 \| 1940年代臺灣 \| 1950年代臺灣 \| 1960年代臺灣 \| 1970年代臺灣 \| 1980年代臺灣                                           |
| 年份： | 1945年臺灣 \| 1946年臺灣 \| 1947年臺灣 \| 1948年臺灣 \| 1949年臺灣 \| 1950年臺灣 \| 1951年臺灣 \| 1952年臺灣 \| 1953年臺灣 \| 1954年臺灣 \| 1955年臺灣 |
| 纪年： | 庚寅年（虎年）、中華民國39年 |

1950年臺灣行政區劃大幅調整，由繼承日治時期「五州三廳制」的「八縣九直轄市」改成「十六縣五省轄市」。

## 政府

### 國家正副元首

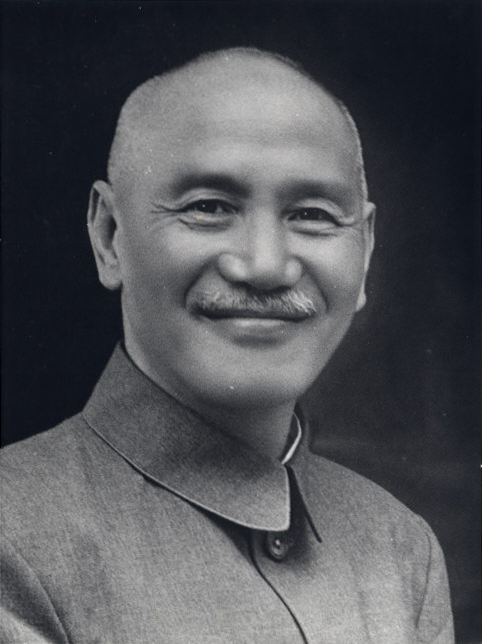
總統：蔣中正（復行視事）
副總統：缺位

### 五院首長

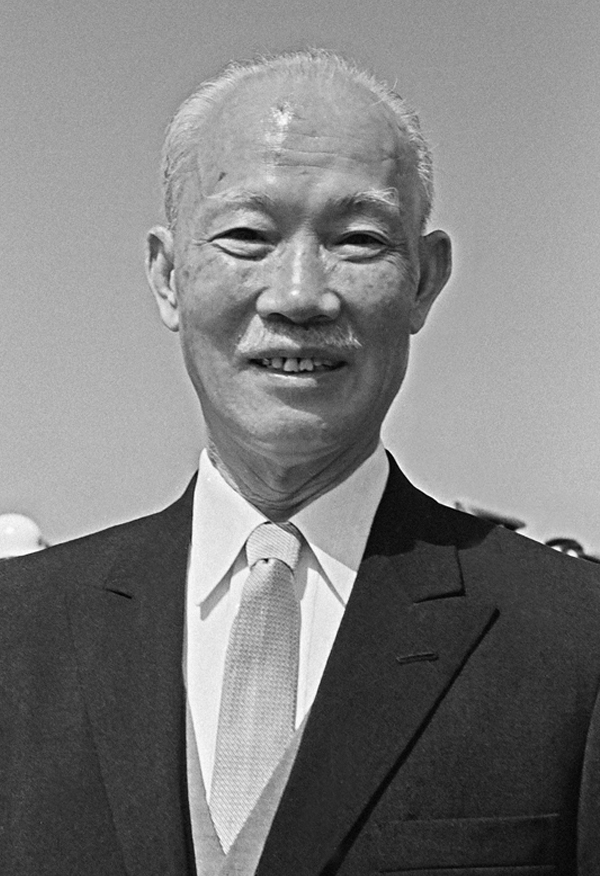
行政院院長：陳誠
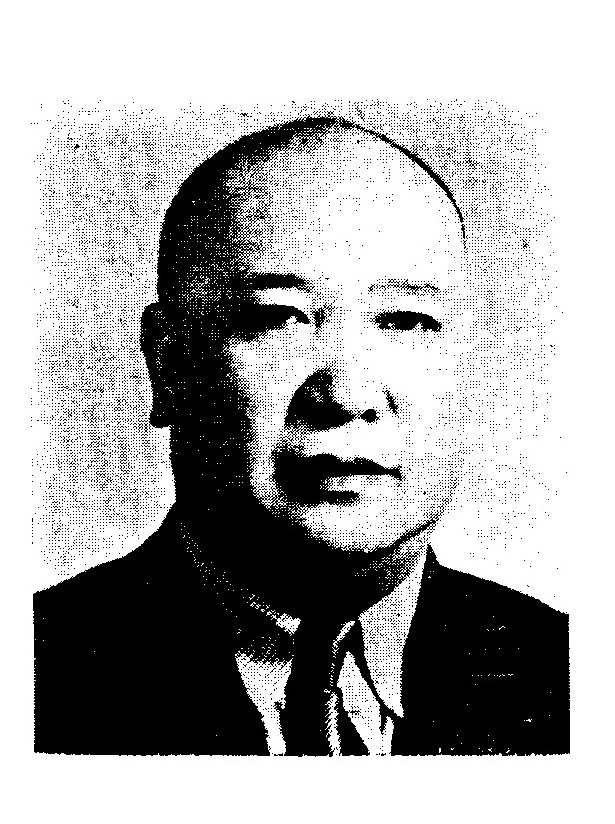
立法院院長：劉健群
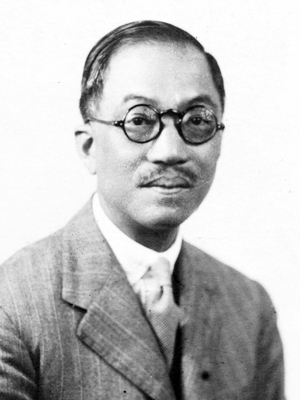
司法院院長：王寵惠
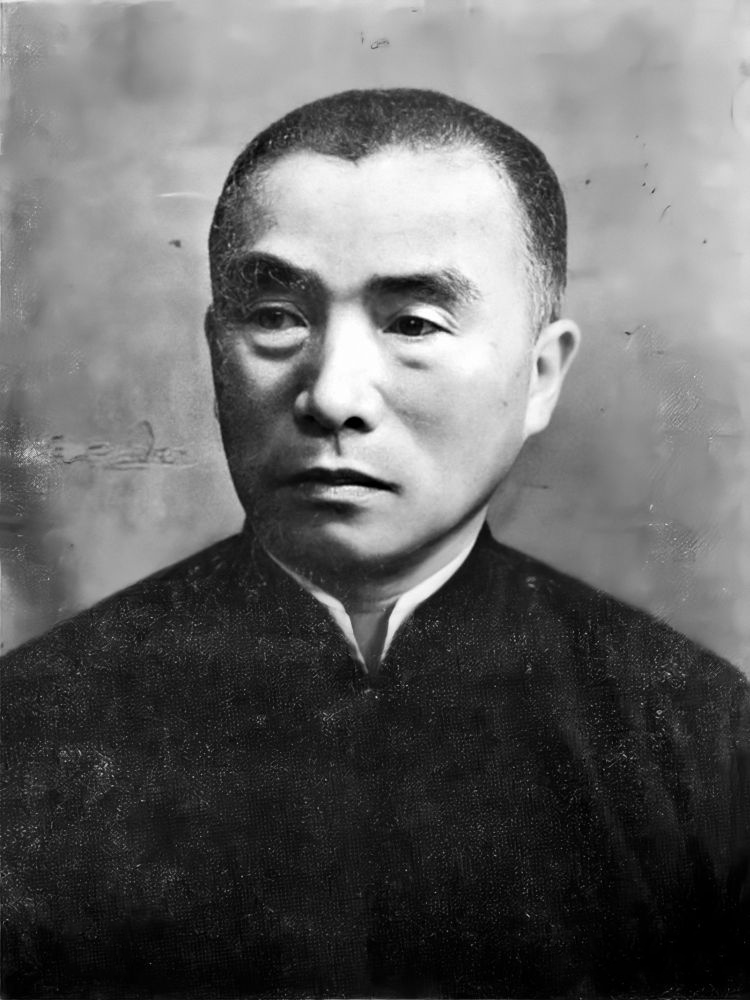
考試院院長：鈕永建
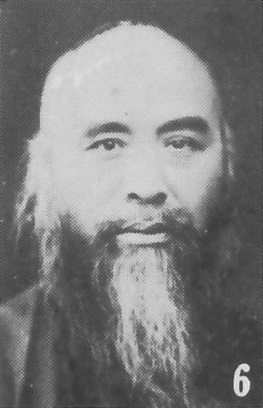
監察院院長：于右任

### 省政府主席

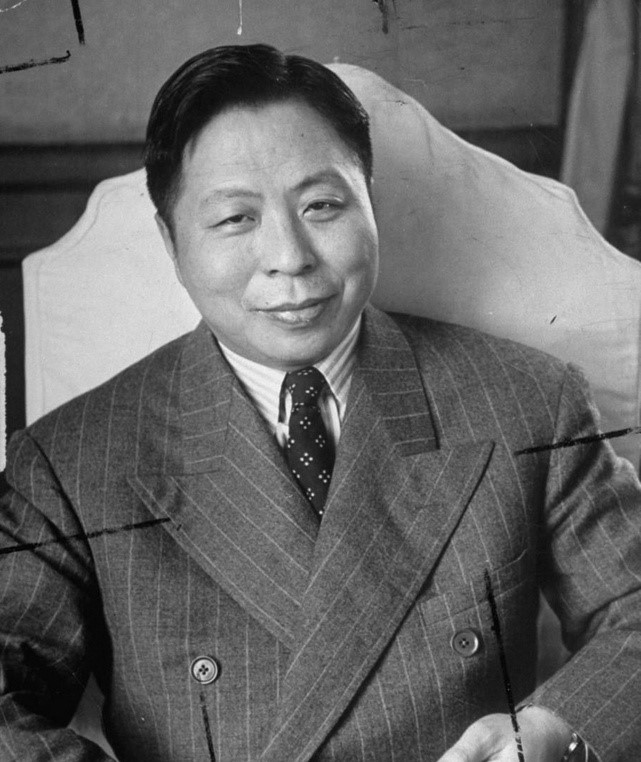
臺灣省政府主席：吳國楨
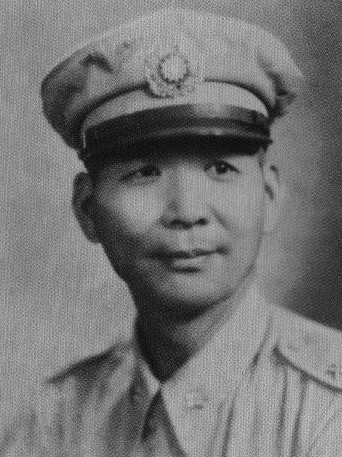
福建省政府主席：胡璉

### 成員變動

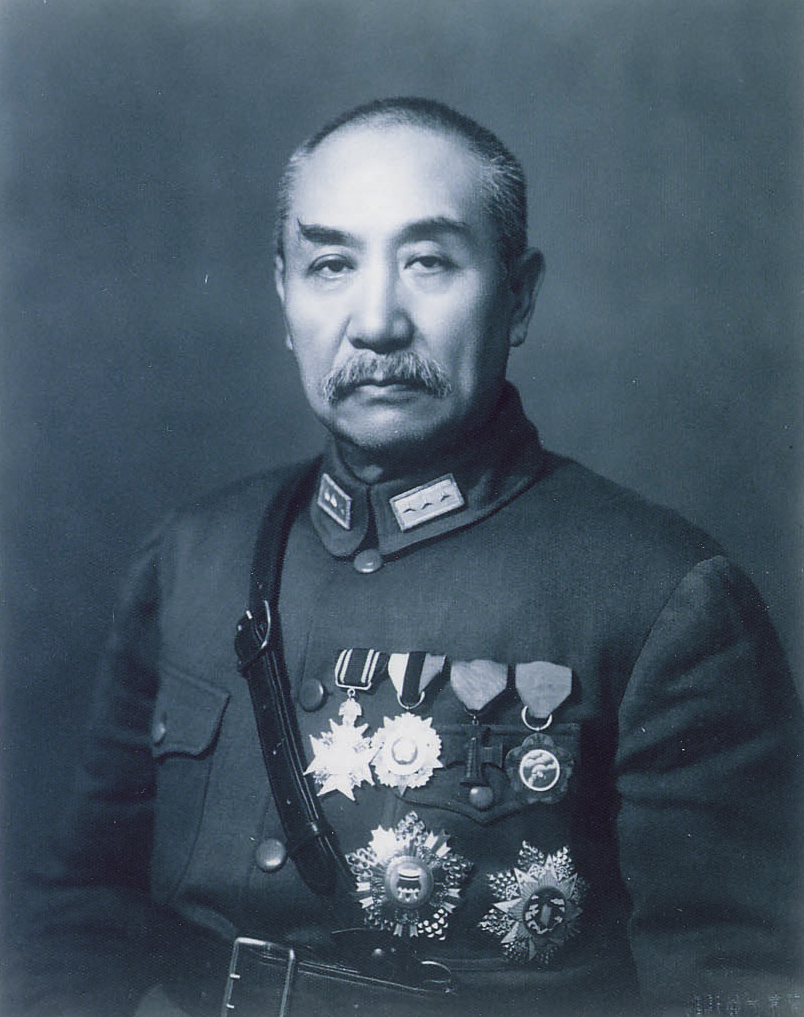
行政院院長：閻錫山（內閣總辭）

## 大事記
- 陳誠與蔣數度不合欲辭職，蔣依舊不准[1]:566。
- 春，立法院否決蔣一提案，蔣震怒，認為陳立夫耍詭計，他立即整肅黨務，下令數百位將官退伍[1]:550。
- 春，林彪在閩粵沿海征集數千艘漁船及80萬軍隊，準備進攻海南、台灣；蔣介石此時有67萬兵員，其中只有30萬有即戰力；國軍開始在全台各地碉堡堆積彈藥[1]:540。
- 年底，麥克阿瑟希望蔣派33,000名援軍參加朝鮮戰爭[1]:568。但蔣認為即使美國全面海空支援，至少需要2年準備；美國參議員麥卡錫稱，若杜魯門拒絕蔣建議，應遭彈劾[1]:569。

### 1月
- 臺南、高雄、臺中、臺北之間完成載波系統增加長途電路容量[2]:207。
- 1月1日——民航空運隊改組為美國航空公司[3]:528。台灣省首批新兵入營[4]。
- 1月3日——臺灣省政府主席吳國楨就任保安司令，彭孟緝為副司令[3]:528。
- 1月4日——蔣中正主張締結太平洋公約，謂民主國家放棄中國、放棄亞洲，必導致無可補償之損失[3]:528。
- 1月5日——美國總統杜魯門聲明繼續經濟援華，但不介入臺灣防衛[3]:528。
- 1月6日——英國承認北京政權；中華民國外交部發表聲明，對英斷絕邦交，撤回駐英大使[3]:528。
- 1月8日——宋美齡在美國廣播，告別美國，並宣示反共決心；中華人民共和國中央人民政府外交部長周恩來致電聯合國，要求安全理事會開除「國民黨代表」[3]:528。
- 1月11日——蘇聯代表提案，提议承认中华人民共和国政府是中国的唯一合法政府，否認中華民國在聯合國安理會合法地位（1月13日、1月14日，聯合國安理會兩度否決此提案。）[3]:528。
- 1月12日——蔣得悉多數高級將領反對其聘請日本教官[1]:543。
- 1月13日——宋美齡自美國返回臺灣[5]:63。臺灣省政府會議通過「臺灣省縣市實施地方自治綱要」[3]:528。
- 1月14日——中華民國外交部宣布，關閉駐阿富汗、丹麥公使館，及駐英國、挪威大使館（1月19日，關閉駐瑞典大使館；1月10日，關閉駐瑞士大使館。）[3]:528。
- 1月17日——招商局滯留香港13艘輪船宣布投向中共[3]:528。
- 1月20日——臺灣省政府通過實施勞工保險（3月1日，開始實施。）[3]:528。
- 1月22日——臺灣省政府人事異動，楊肇嘉、陳尚文分任民政、建設廳長，吳三連任省政府委員兼臺北市長[3]:528。
- 1月25日——美國國務院發表蘇聯侵華證據[3]:528。
- 1月27日——中華民國行政院總體戰執行委員會公布「反共保民總體戰動員綱要」[3]:528。
- 1月28日——中華民國外交部發表聲明，“中共與蘇聯所訂任何協定，對中國絕不發生效力”[3]:528。
- 1月31日——華中軍政長官公署長官白崇禧辭職[4]。撤銷廣州來台的第四兵團及第二十一兵團番號[4]。

### 2月
- 東南軍政長官公署制訂「東南區國軍第二號作戰計劃」[4]。
- 陸戰隊司令部及直屬部隊，由舟山長塗島調駐台灣左營[4]。
- 2月1日——臺灣省政府發行愛國公債[3]:528。顧祝同接任國防部長[4]。
- 2月2日——監察院提糾舉案，政府官吏不得逗留香港、澳門，持有出國護照者、應予查明吊銷[3]:528。
- 2月3日——代總統李宗仁電復監察院，以接洽美援為由，決在美國遙領國事；臺灣鹽務局改編，正式納入省政府編制[3]:528。
- 2月7日——臺北至馬尼拉無線電話正式開放[3]:529。
- 2月9日——外交部通告各國，“擴大關閉共區港口”；行政院長閻錫山下令杜絕官兵逃亡，官員不准滯留香港、澳門[3]:529。
- 2月10日——美國國會通過「延長經濟援華法案」（2月14日，杜魯門簽署「延長援華、韓法案」。）[3]:529。
- 2月11日——臺北舉行首次防空演習[3]:529。
- 2月14日——中苏友好同盟互助条约於莫斯科簽署（2月16日，外交部聲明，此條約無效，並謂蘇聯毁棄前約，應負一切責任。）[3]:529。
- 2月18日——臺灣省政府人事局部異動，周友瑞任財政廳副長，丘斌存調省政府顧問，楊允棣接充公賣局長[3]:529。
- 2月21日——行政院核准「臺灣省商人對日貿易辦法」[3]:529。
- 2月22日——考試院會議通過公務員厲行一人一職、同工同酬等案[3]:529。
- 2月24日——立法院在臺北首次集會，立法委員380餘人聯名敦請蔣中正復任總統[3]:529。
- 2月27日——民航公司新闢臺灣環航線，本日正式開航[3]:529。
- 東南軍政長官公署制訂「東南區國軍第二號作戰計劃」[4]。
- 陸戰隊司令部及直屬部隊，由舟山長塗島調駐臺灣左營[4]。

### 3月
- 中央情報局臺北站秘密報告華府，孫立人密謀政變[1]:553。
- 3月1日——蔣介石宣布復行視事，並發表文告[5]:63。蔣介石復行視事，閻錫山內閣總辭[3]:529。
- 3月3日——駐聯合國首席代表蔣廷黻聲明退出關税暨貿易總協定（GATT），目的在使中共失去關税減讓互惠權利[3]:529。
- 3月10日——臺灣省政府會議通過全省戶口總檢計劃[3]:529。
- 3月12日——陳誠新內閣成立[3]:529。
- 3月14日——臺灣獨立運動領袖之一廖文毅潛至日本[3]:529。
- 3月15日——美國參議院及眾議院外交委員會，通過5,000萬美元援華案[6]:309。明令撤銷東南軍政長官公署[3]:529。
- 3月17日——特任周至柔為參謀總長兼空軍總司令，孫立人為陸軍總司令[3]:529。
- 3月18日——破獲中共地下組織，捕獲李朋等[3]:529。
- 3月20日——特任王世為總統府秘書長[3]:529。
- 3月21日——任命蔣經國為國防部總政治部主任[3]:529。
- 3月23日——中國國民黨中常會決定管制黨員出國[3]:529。
- 3月25日——總統明令褒揚已故史學家連橫（字雅堂，1878-1936，臺灣臺南人，日治時期著名詩人、史學家，著有《台灣通史》、《臺灣語典》）[3]:529-530。臺灣省政府為補籌愛國公債之不足，決定自4月日發行愛國獎券（後延至月1日發售）[3]:530。
- 3月26日——西南軍政長官公署代長官胡宗南搭機撤離，川康完全淪陷[4]。
- 3月27日——國軍撤出西昌[3]:530。華中軍政長官公署、西南軍政長官公署撤銷[4]。荷蘭承認中共政權（3月31日，外交部關閉駐荷蘭大使館，與其斷交。）[3]:530。
- 3月29日——中华人民共和国与蘇聯協定開採新疆礦產30年（3月31日，外交部聲明此協定無效。）[3]:530。舟山指揮部撤銷[4]。
- 3月31日——臺灣省政府通過臺日貿易計畫[3]:530。

### 4月
- 4月1日——臺灣省政府保安司令部公布「取締散兵游民辦法」；吳國楨下令省屬各機關及各縣市政府，布告採用簡單白話；正聲廣播電臺在臺北士林成立，「正聲」與「自由正義之聲」同時開播[3]:530。
- 4月2日——中共蘇聯簽訂10年民航空運協定（4月3日，外交、交通兩部聲明不承認此協定。）；香港中央、中國兩航空公司飛機，被炸毁7架[3]:530。
- 4月4日——中國大陸災胞救濟總會成立[3]:530。
- 4月5日——行政院會議通過准予試辦臺灣省地方自治[3]:530。
- 4月10日——空軍總司令部於舟山定海設指揮部[3]:530。
- 4月11日——政府正式向聯合國控告蘇聯“軍事援共，侵略中國”，違反聯合國憲章[3]:530。
- 4月13日——行政院訂定「限制發給出國護照辦法」[3]:530。
- 4月14日——防空司令部成立，王叔銘任司令[4]。
- 4月15日——國防部防空司令部正式成立，工作目標以民防為重[3]:530。王叔銘任司令。
- 4月17日——中華婦女反共抗俄聯合會成立[3]:530。
- 4月20日——台灣防衛總司令部成立，孫立人兼任總司令[4]。
- 4月22日——海南島開始撤運[4]。
- 4月23日——國軍撤離海口[3]:530，往海南島南部轉移[4]。
- 4月25日——二二八事件關係者48名被保釋[3]:530。
- 4月26日——公布修正「懲治叛亂條例」[3]:530。
- 4月27日——中國青年反共抗俄聯合會成立[3]:530。
- 4月29日——外交部宣布停止辦理出國旅遊觀光護照[3]:530。
- 4月30日——臺灣全省户口總檢查[3]:530。

### 5月
- 政府破獲「中共中央社會部」潛台間諜組織，捕有重要『匪』諜蘇藝林等一百餘名，並搜得文件、器材等罪證資料甚多[7]:82。先是1949年12月至1950年1月，台灣工作站負責人、教育心理学教授朱芳春（化名于非）和妻子萧明华分別擔任《国语日报》編輯和台湾师范学院助教，他們六次送出重要情報幫助解放軍攻取沿海諸島；2月6日，萧明华在师范学院宿舍被捕[8]。朱芳春逃逸，國防部中校參謀蘇藝林等被捕，25人被判死刑，其餘有期徒刑6個月至15年不等[9]:224。
- 黨務改革小組提出草案，擴張國民黨對全社會的控制力，被蔣擱置，蔣僅規定高級幹部向其效忠[1]:549-550。
- 5月1日——國防部政治部改稱為國防部總政治部，組織不變，蔣經國任國防部總政治部主任[9]:225。
- 5月2日——國軍退出海南島[3]:530。薛岳率8萬軍隊及難民撤到海南；蔣介石下令撤守，7萬國軍及難民成功撤到台灣[1]:548-549。
- 5月8日——首次空投食米、傳單、慰問信救濟大陸災胞[3]:530。
- 5月10日——英王命令香港政府，扣留中央、中國兩航空公司停在香港機場之飛機[3]:530。
- 5月13日——國防部總政治部主任蔣經國稱：自3月以來，摧毀『匪』諜80餘單位，共『匪』在台秘密組織，已全部消滅。[7]:82
- 5月16日——舟山撤退，國軍主動撤離舟山群島[3]:530；總統為撤退海南、舟山之國軍，向全國廣播，「惟有集中兵力，確保臺灣，方足反攻大陸，復興國家」[3]:531；發表「告台灣同胞書」，提出「一年準備，兩年反攻；三年掃蕩，五年成功」。蔣介石命湯恩伯及舟山群島12萬國軍撤退，陳誠、周至柔「極端反對」，5月16日舟山軍隊全退到台[1]:549。
- 5月18日——公布「軍人保險辦法」，6月1日起實施[3]:531。宋美齡親率中華婦女反共聯合會代表在基隆碼頭迎接舟山首批抵台部隊，並親自分贈慰勞品[4]。

### 6月
- 6月1日——臺灣省政府開始發行第一期節約愛國有獎儲蓄券[3]:531。
- 6月7日——行政院通過臺灣省選舉法規[3]:531。
- 6月10日——國防部決定實施中央燈火管制[3]:531。前參謀次長吳石，前第四兵站總監陳寶倉、前陸軍上校聶曦及暨『匪』敵工部女『匪』諜朱諶之，觸犯懲治叛亂條例，依法叛罪，執行死刑[7]:82。
- 6月12日——內政部擬就「布衣布鞋運動」實行辦法，決從公務員開始[3]:531。
- 6月13日——公在「戡亂時期檢肅匪諜條例」[3]:531。
- 6月18日——前臺灣省行政長官陳儀依謀叛罪遭槍決[3]:531。
- 6月25日——朝鮮人民軍進攻南韓，韓戰爆發[3]:531。
- 6月26日——政府首次撥匯新臺幣10萬元，救濟香港調景嶺營難胞[3]:531。
- 6月27日——美國總統杜魯門下令，美國第七艦隊協防台灣，並聲明「臺灣中立化方針」[3]:531。
- 6月28日——外交部發表聲明，原則上接受美國對臺防衛提議；美第七艦隊駛抵臺灣海峽；北韓軍隊占領漢城[3]:531。美國第七艦隊的6艘驅逐艦，2艘巡洋艦和1艘運輸艦進入台灣海峽巡弋。
- 6月29日——政府向美國提出備忘錄，願響應聯合國號召，派兵援韓（7月1日，美國謝絕。）；聯合社東京電，周恩來反駁杜魯門6月27日之聲明[3]:531。

### 7月
- 7月2日——臺灣省開始實施地方自治，花蓮縣首行議員選舉[3]:531。
- 7月5日——臺灣省政府決定8月1日開始實行省屬公務人員配給實物[3]:531。
- 7月6日——周恩來發表強行解放臺灣談話[3]:531。
- 7月8日——美國第七艦隊司令史樞波（Arthur D. Struble）抵臺北；聯合國授權美國，任命麥克阿瑟為韓戰聯軍最高統帥[3]:531。
- 7月9日——美援棉花、大豆陸續抵臺[3]:532。
- 7月16日——麥克阿瑟發表強化臺灣海峽警備[3]:532。
- 7月26日——大膽島戰役爆發[4]。

### 8月
- 8月1日——援韓聯軍統帥麥克阿瑟訪華[5]:65。7月31日，麥克阿瑟從東京飛到台北[10]。蔣介石兩度接見會談，並分別發表聲明，蔣發表談話謂與麥帥會談已奠定中美共同保衛台灣與軍事合作之基礎[5]:65。麥克阿瑟在台北上機前，宣布他已經商定阻止共黨攻擊台灣之辦法[10]。他說：「我此次訪問台灣的首要目的，是對台灣（包括澎湖列島在內）防禦可能攻勢之潛力，作短促的考察。在目前情況下，不容對台灣（包括澎湖列島在內）有軍事侵略的行為，這個政策是早就聲明了的，我的責任和堅決的目的是執行這一決定。我在此間與各級人員的會商，在各方面說來，都非常友好融洽。所討論的問題中，其一是中國政府迅速而慷慨地建議派軍參加朝陽的聯合國軍隊。可是，各有關方面均深信，這樣的行動在目前會嚴重地損及台灣的防禦是不適宜的。現已完成我所指揮的美軍與中國政府的軍隊有效合作的辦法，以對付敵軍愚蠢到竟然企圖發動的任何攻擊。照我看來，這樣的企圖很少成功的機會。我有機會會見了我在上次大戰的多年戰友蔣介石委員長，心裡非常愉快。他的抗拒共產主義統治的不屈不撓的決心，引起我真誠的仰慕。他的決心，與美國人與太平洋區一切人民獲得自由，不為奴隸這一共同興趣和目的，是平行一致的。」[10]
- 8月12日——臺灣戰後時期地方自治之始的1950年－1951年中華民國縣市長選舉展開。
- 8月16日——行政院第145次會議通過將臺灣省行政區劃改成「十六縣五省轄市」，並裁撤區署[11]:95。

### 9月
- 聯合國第五屆大會，否決印度、蘇聯牽引中共入會建議[5]:66。
- 9月2日——國防部總政治部公佈破獲「蘇俄間諜案」[7]:82。
- 9月8日——臺灣省政府公告實施「十六縣五省轄市」的行政區劃[11]:95。
- 9月30日——國防部總政治部發表破獲共「匪」「中央政治局」潛台匪䜓組織詳情[7]:82。

### 10月
- 中共「志願軍」30萬眾參與韓戰，全線反撲，聯合國軍被迫後撤[5]:66。

### 11月
- 蔣介石號召中國大陸軍民「拒絕參軍獻糧，反對出國打仗」[5]:66。
- 11月22日——國防部總政治部發表破獲「朱毛匪幫潛台地下工作組織全案」[7]:82。
- 11月30日——聯合國安理會以一票贊成（蘇聯）、九票反對、印度代表缺席之情況下否決中共代表伍修權等人提出之「美國武裝侵略台灣案」。[12]

### 12月
- 月底，宣佈檢肅「匪」諜運動收獲預期成果，自首者629人，檢舉者141件[7]:82。
- 12月20日——上午，傅斯年在臺灣省議會答覆教育行政質詢時過度激動，「突患腦溢血逝世於議場」[13]。

## 出生
参见： 1950年出生
- 1月5日——陳國祥：軍事人物。
- 1月6日——黃瑞豐：爵士鼓演奏家。
- 1月7日——姚仁祿：主持人、室內設計師，是姚仁喜之兄，常任於文藝界、媒體界的董事。
- 1月17日——陳超明：政治人物，曾任立法委員、苗栗縣議員。
- 1月20日——陳景川：食品檢驗學家。
- 1月24日——翁倩玉，旅日女歌手。
- 1月25日——陳振盛：政治人物，曾任立法委員、南投縣文化局局長。
- 1月30日——陳文成，旅美數學家，1981年返臺時遭警總約談，陳屍於臺大圖書館，引發陳文成事件。（1981年逝世）
- 2月5日——
  - 陳竹亭：化學家。
  - 魏耀乾：政治人物、牙醫師，曾任立法委員。
- 2月7日——胡台富：黑道人物。
- 2月9日——朱婉清：作家，是朱虛白之女、何景賢之妻。
- 2月11日——秦風：演員。
- 2月12日——彭勝竹：軍事人物。
- 2月16日——陳志遠：編曲家、作曲家、音樂製作人。
- 2月21日——杜台興：射擊運動員。
- 2月24日——蕭麗紅：小說家。
- 2月25日——吳中立：政治人物，曾任新聞局代理局長、新聞局副局長。
- 2月26日——黃世銘，曾任最高法院檢察署檢察總長。馬王政爭重要人物，後因洩密案遭判刑定讞。
- 2月28日——高凌風，藝人，歌手。（2014年逝世）
- 3月4日——林宗正：牧師、政治運動人士。
- 3月5日——楊國強：軍事人物。
- 3月9日——王文甫：政治人物、藥師，是躍獅連鎖藥局創辦人，曾任松山區富錦里里長。
- 3月10日——林永樂：政治人物，曾任中華民國外交部部長、駐英代表、駐印尼代表。
- 3月11日——
  - 費貞綾：歌手、演員、比丘尼，是張菲與費玉清之姊。1980年代息影，並篤信佛教，直至1991年剃渡出家，法號「恆述」。
  - 胡台麗：人類學家。
  - 蔡春鴻：政治人物、核子工程學家，曾任原子能委員會主任委員。
- 3月14日——李亞萍：歌手、演員、主持人，是余天之妻。
- 3月15日——牟中原：化學家。
- 3月17日——黃凡：小說家。
- 3月24日——施顏祥：政治人物，曾任中華民國經濟部部長、工業局局長、台灣省菸酒公賣局局長、中國石油公司董事長。
- 3月26日——江漢聲：醫師。
- 4月2日——林德義：作家。
- 4月6日——蔡明介：企業家，現任聯發科董事長。
- 4月8日——顧寶明：諧星、演員。
- 4月11日——吳東亮，企業家，吳火獅之子。
- 4月12日——趙怡：記者、傳播學家、政治人物，是趙寧之弟，曾任新聞局局長、國立政治大學副校長、玄奘人文社會學院副校長、東森媒體集團副總裁。
- 4月16日——吳達澎：軍事人物。
- 4月17日——何智輝，政治人物，曾任苗栗縣長、立法委員。
- 4月22日——賴鵬舉：醫師。
- 4月24日——楊敏盛：作家、記者。
- 4月30日——張弘毅：作曲家。
- 5月1日——蔡頭：演員、主持人，是以反串表演模式創立「紅頂藝人」而聞名。
- 5月6日——趙少康，政治人物、媒體人，曾任立法委員，1994年參選臺北市長敗給陳水扁。
- 5月7日——傅雷：演員。
- 5月9日——邱義仁：政治人物。
- 5月16日——永樂多斯：演員、作家，是阿不都拉之女。1975年，移居於馬來西亞，並曾於當地出演電視劇《兩家親》女主角。
- 5月17日——謝發達：政治人物。
- 5月24日——邰中和：企業家，曾任是方電訊董事長、友訊科技董事長、立錡科技董事長。
- 5月31日——吳重雨：電機工程學家。
- 6月1日——
  - 高次軒：企業家，是高鶴軒之兄，為友訊科技創辦人。
  - 李文華：分子生物學家。
- 6月4日——翁大銘：企業家，是翁明昌之子、翁一銘之兄，為華隆集團創辦人。
- 6月7日——郭榮振：政治人物。
- 6月10日——
  - 陳菊：政治人物。
  - 陳婉真：記者、政治人物、政治運動人士，曾任立法委員、彰化縣新聞局局長。
  - 朱武獻：政治人物、律師，曾任中華民國銓敘部部長、人事行政局局長。
- 6月16日——譚信民：棒球教練，是台灣棒球史上首位旅美職業球員。
- 6月17日——吳光訓：政治人物，是吳怡玎之父，曾任立法委員。
- 6月25日——張家祝：政治人物，曾任經濟部部長、民用航空局局長、交通部運輸研究所所長。
- 6月26日——楊士琪：記者。
- 6月28日——朱浤源：歷史學家。
- 6月29日——
  - 葉金川：政治人物、公共衛生學家。
  - 李朝卿：政治人物，曾任南投縣縣長、南投市市長。
  - 黃啟川：政治人物，是侯彩鳳之夫，曾任高雄市議員。
  - 余玲雅：政治人物，是余陳月瑛長女、余登發孫女、余政憲之姊，現任高苑科技大學董事長，曾任立法委員、台灣省諮議會議長、台灣省議員。
- 6月30日——彭鏡毅：植物學家。
- 7月1日——
  - 林瑞明，作家、台灣文學研究者，曾任成功大學教授、國立台灣文學館館長。（2018年逝世）
  - 侯勝茂：醫師、政治人物，曾任衛生署署長、台大醫院副院長。
- 7月8日——
  - 王溢嘉：作家。
  - 林芳郁：醫師，是林靜芸之夫、林之晨之父。
- 7月13日——馬英九，政治人物，曾任臺北市市長、中華民國第12、13任總統。出生於香港。
- 7月21日——
  - 尤宏：政治人物，是尤清之弟，曾任立法委員。
  - 邱文達：政治人物、流行病學家，是邱永聰之子，曾任衛生福利部部長、台北醫學大學校長、台北萬芳醫院院長。
- 7月26日——張溫鷹，牙醫、政治人物，曾任臺中市市長。
- 7月27日——馮明珠：歷史學家，曾任國立故宮博物院院長。
- 7月28日——虞戡平：導演，代表作有《要命的小方》、《搭錯車》。
- 8月2日——
  - 呂理政：人類學家，曾任國立台灣歷史博物館館長。
  - 施茂林：法官、檢察官、政治人物，曾任中華民國法務部部長、台中高等法院法官、台北地方法院檢察署檢察長。
- 8月5日——蔡永常：政治人物，是蔡孟真之父，曾任雲林縣議員、口湖鄉鄉長。
- 8月6日——林志昇：政治人物、補教業者，曾任國民大會代表。
- 8月8日——周五六：政治人物，是周陳秀霞之夫，曾任立法委員、台南縣議會議長。
- 8月10日——練台生：企業家。
- 8月12日——陳永興：政治人物、醫師，曾任立法委員、高雄市衛生局局長、羅東聖母醫院院長。
- 8月16日——尹衍樑：企業家，現任潤泰集團總裁。
- 8月20日——賴阿勝：出版家。
- 8月30日——伍克振：軍事人物。
- 9月3日——雲中岳：演員、製作人。
- 9月4日——洪明奇：分子生物學家。
- 9月24日——馮定國：政治人物，曾任立法委員、台北市議員。
- 9月25日——陸一龍：演員。
- 9月29日——陳肇隆：醫學家。
- 9月30日——陳鴻基：政治人物，曾任立法委員。
- 10月11日——李香生：配音員。
- 10月12日——陳水扁，律師、政治人物，曾任立法委員、臺北市市長、中華民國第10、11任總統。
- 10月16日——陳命珠：農具機械推行者。
- 10月18日——郭台銘，臺灣企業家，鴻海科技集團創辦人。1974年成立鴻海，曾參與2020年中華民國總統大選。
- 10月21日——太保，台灣籍香港演員兼導演。
- 10月25日——
  - 郭英聲：藝術總監。
  - 陳秀卿：政治人物，是林進春之妻，曾任立法委員。
- 10月27日——李明憲：政治人物。
- 10月28日——林雙不：作家。
- 11月2日——楊弦：歌手。
- 11月9日——
  - 張琍敏：歌手、演員、主持人，是張振國之女，現移居美國洛杉磯。
  - 林郭文艷：企業家，是林蔚山之妻、郭德焜之女，曾任大同公司董事長、精英電腦董事長。
- 11月10日——
  - 胡德夫：歌手。
  - 陳鳳桂：演員。
  - 陳海山：政治人物，曾任澎湖縣議員。
- 11月15日——陳必先：鋼琴家。
- 11月16日——趙樹海，藝人。
- 11月19日——邵曉玲：演員，是胡志強之妻、胡婷婷之母。
- 11月20日——高大成：法醫。
- 11月25日——袁瓊瓊，作家。
- 11月29日——吳健保：政治人物，是吳禹寰之父，曾任台南市議員、台南縣議會議長。
- 11月30日——湯蘭花：歌手、演員。
- 12月5日——杜十三：詩人。
- 12月6日——賀陳旦，土木工程學者及政治人物，曾任交通部部長。
- 12月8日——謝曉星：政治人物、機械工程學家。
- 12月12日——
  - 朱延平：導演。
  - 林豐喜：政治人物，曾任立法委員、台中縣議員。
- 12月14日——黃宗源：政治人物，曾任立法委員。
- 12月16日——
  - 傅佩榮：作家、哲學家。
  - 朱惠良：政治人物，曾任立法委員、台北縣文化局局長。
- 12月19日——林淑如：企業家夫人，是郭台銘之妻、林百欣之女。
- 12月20日——洪瑞珍：作曲家、戲曲樂師。
- 12月22日——周玉山：政治人物、社會學家，是周陽山之兄，曾任考試院考試委員、國立政治大學國際關係研究中心副研究員。
- 12月23日——鴻義章：政治人物，曾任監察委員。
- 12月24日——夏立言：政治人物。
- 12月25日——唐新民：政治競選人，曾參選2022年台北市市長。
- 12月26日——郭宗韶：貝斯手、編曲家。
- 12月31日——謝德慶，旅美行為藝術表演者。

## 逝世
- 5月13日——許強，醫師、共產黨員，白色恐怖受難者。因臺大醫學院支部案被槍決。（1913年出生）
- 6月10日——吳石，軍事人物。曾任國防部參謀本部參謀次長，因吳石、朱諶之間諜案被槍決。（1894年出生）
- 6月18日——陳儀，政治人物、軍事人物。曾任台灣省行政長官公署署長，任內引發二二八事件。被槍決（1883年出生）
- 10月14日——鍾浩東，白色恐怖受難者。基隆市工作委員會案後被捕，被槍決。（1915年出生）
- 11月28日——郭琇琮，醫師、日治時期社會運動參與者，白色恐怖受難者。因台北市工作委員會案被槍決。（1918年出生）
- 11月28日——吳思漢，醫師、共產黨員，白色恐怖受難者。因台北市工作委員會案被槍決。（1924年出生）
- 11月29日——葉盛吉，醫師、共產黨員，白色恐怖受難者。臺大醫學院支部案發生後被捕，被槍決。（1923年出生）